# Siegfriedia darwinioides
Siegfriedia darwinioides ist die einzige Art der Gattung Siegfriedia aus der Familie der Kreuzdorngewächse (Rhamnaceae). Der Strauch ist heimisch in Westaustralien. Der Name der Gattung stammt von Siegfried, einem mythischen germanischen Helden, der nach der Nibelungensage eine Tarnkappe besaß, die ihn verbarg. Die Blütenköpfe sind bei diesen Arten wie durch eine Tarnkappe verborgen.

## Beschreibung
Siegfriedia darwinioides ist ein immergrüner, unbewehrter Strauch. Die kreuzgegenständig angeordneten Blätter sind am Blattrand eingerollt.
Die Blüten stehen dicht in kopfigen, herabhängenden Blütenständen, umgeben von einem Wirtel aus zehn bis zwölf rötlich-braunen Tragblättern. Ein Blütenbecher fehlt. Die Kronblätter fehlen. Die Staubblätter stehen über die Blüte hervor, die Staubfäden sind rund 6 Millimeter lang. Der Diskus ist dünn und zart. Der Fruchtknoten ist unterständig, die Teilfrüchte öffnen sich seitlich.

## Verbreitung und Systematik
Siegfriedia darwinioides ist heimisch in Westaustralien. Art wie Gattung wurden 1933 von Charles Austin Gardner erstbeschrieben. Innerhalb der Kreuzdorngewächse wird sie in die Tribus Pomaderreae eingeordnet.

## Nachweise
1. ↑   Lotte Burkhardt: Verzeichnis eponymischer Pflanzennamen.  Botanic Garden and Botanical Museum Berlin, Freie Universität Berlin, Berlin 2016, ISBN 978-3-946292-10-4, doi:10.3372/epolist2016
2. 1 2 3  D. Medan, C. Schirarend: Rhamnaceae In: Klaus Kubitzki (Hrsg.): The Families and Genera of Vascular Plants - Volume VI - Flowering Plants - Dicotyledons - Celastrales, Oxalidales, Rosales, Cornales, Ericales, 2004, S. 331, ISBN 978-3-540-06512-8